# 포크레인 (영화)
"포크레인"은 2017년에 개봉한 대한민국의 영화이다.

## 줄거리
5·18 광주 민주화 운동 당시 시위 진압에 동원됐던 공수부대원 '김강일(엄태웅 분)'이 퇴역 후 포크레인 운전사로 살아가던 중, 우연한 사건을 계기로 20여 년 전 묻어두었던 불편한 진실을 좇아가는 내용을 그린 진실 추적 드라마

## 캐스팅
- 엄태웅 : 김강일 역
- 김경익 : 농부 동기 역
- 심정완 : 바닷가 동기 역
- 정세형 : 은행원 동기 / 공수부대 4 역
- 조덕제 : 장 하사 역
- 조영진 : 선임하사 역
- 박세준 : 소대장 역
- 김정팔 : 중대장 역
- 조원희 : 대대장 역
- 신창수 : 사단장 역
- 손병호 : 국회의원 역
- 손진환 : 여단장 역
- 신희문 : 오 순경 역
- 한인규 : 김 상경 역
- 정인태 : 휴가 군인 역
- 박정근 : 군인 친구 역
- 박지혜 : 군인 여후배 역
- 정승원 : 바닷가 아줌마 역
- 장진희 : 바닷가 여인 역
- 김한울 : 은행 여직원 역
- 이가경 : 노래방 여자 1 역
- 강주리 : 노래방 여자 2 역
- 윤태희 : 슈퍼 아주머니 역
- 신혜경 : 장하사 어머니 역
- 손현석 : 시장 대학생 역
- 이제하 : 시장 남자 역
- 김인영 : 부동산 주인 역
- 김수현 : 선임하사 후배경찰 / 앵커 역
- 정수진 : 선임하사 부인 역
- 최수한 : 선임하사 아들 역
- 이서윤 : 개울가 아이 1 역
- 이성빈 : 개울가 아이 2 역
- 채민서 : 개울가 아이 3 역
- 서희 : 소대장 부인 역
- 한정연 : 소대장 딸 역
- 최일순 : 당구장 주인 역
- 양달샘 : 소대장의 오른팔 역
- 조홍우 : 소대장 똘마니 역
- 박진형 : 고문당하는 사람 역
- 송형수 : 철판공장 직원 1 역
- 차준명 : 철판공장 직원 2 역
- 신동력 : 술 취한남자 역
- 김수영 : 술 취한남자 옆사람 역
- 유진 : 사령관 운전병 역
- 최선일 : 대대장 아들 역
- 하유원 : 대대장 며느리 역
- 진태건 : 대대장 손자 역
- 김근영 : 대대장 가정부 역
- 이진선 : 의사 역
- 구자은 : 간호사 역
- 이태균 : 유나 스님 역
- 김용운 : 차 마시는 남자 역
- 이새나 : 여단장 딸 역
- 이종문 : 국회의원 보좌관 역
- 곽순준 : 짜장면 배달부 역
- 김진만 : 경호원 1 역
- 심훈기 : 경호원 2 역
- 유상혁 : 경호원 3 역
- 서종봉 : 형사 역
- 유광수 : 산 속 노인 역
- 박진수 : 시위대 유가족 1 역
- 김태식 : 시위대 유가족 2 역
- 원혁 : 시위대 유가족 3 역
- 임시준 : 도로 옆 아빠 역
- 이자은 : 도로 옆 엄마 역
- 오현서 : 도로 옆 딸 역
- 유창숙 : 돌다리 할머니 역
- 류성록 : 골목길 시위대 학생 역
- 남궁훈 : 방독면 공수부대 / 시위대 학생 2 /공수부대 3 역
- 김은수 : 시위대 학생 1 역
- 유강민 : 공수부대 1 역
- 주하성 : 공수부대 2 역
- 김민성 : 공수부대 5 역
- 이진성 : 공수부대 6 역
- 최윤빈 : 공수부대 7 역
- 이원상 : 공수부대 8 역